# Lijst van burgemeesters van Aartrijke
Dit is een lijst van burgemeesters van Aartrijke, een dorp in de Belgische provincie West-Vlaanderen.
- 1881-1915: August Lievens
- 1915-1918: Jan Tylleman
- 1918-1935: Hendrik Baekeland